# پارتیزانسک
شهر پارتیزانسک (به روسی: Партизанск) در کشور روسیه و در کرای پریمورسکی واقع شده‌است.